# Långtjärnen (Haverö socken, Medelpad, 693272-147049)
Långtjärnen är en sjö i Ånge kommun i Medelpad och ingår i Ljungans huvudavrinningsområde.